# Kattesas

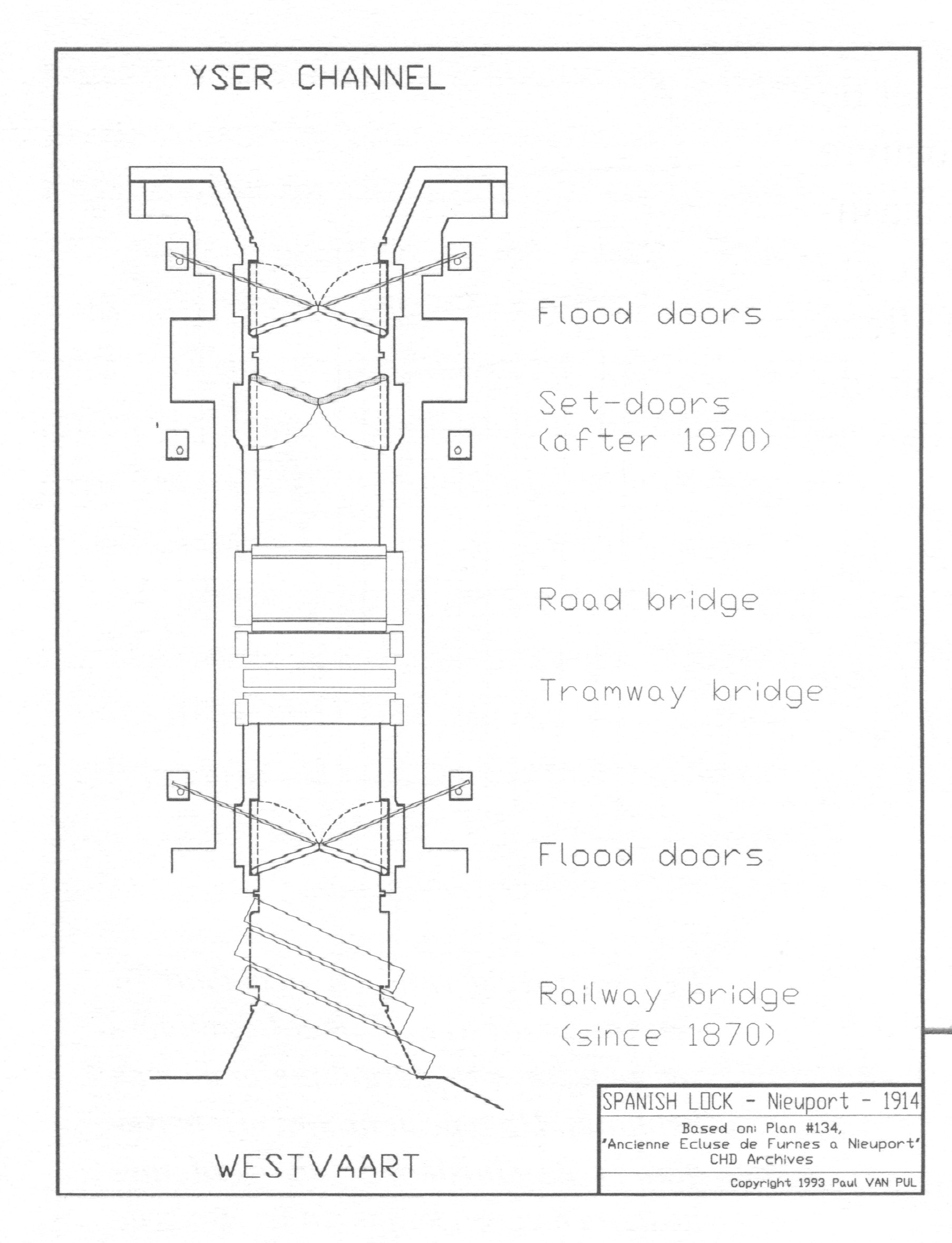
Het Kattesas in 1914

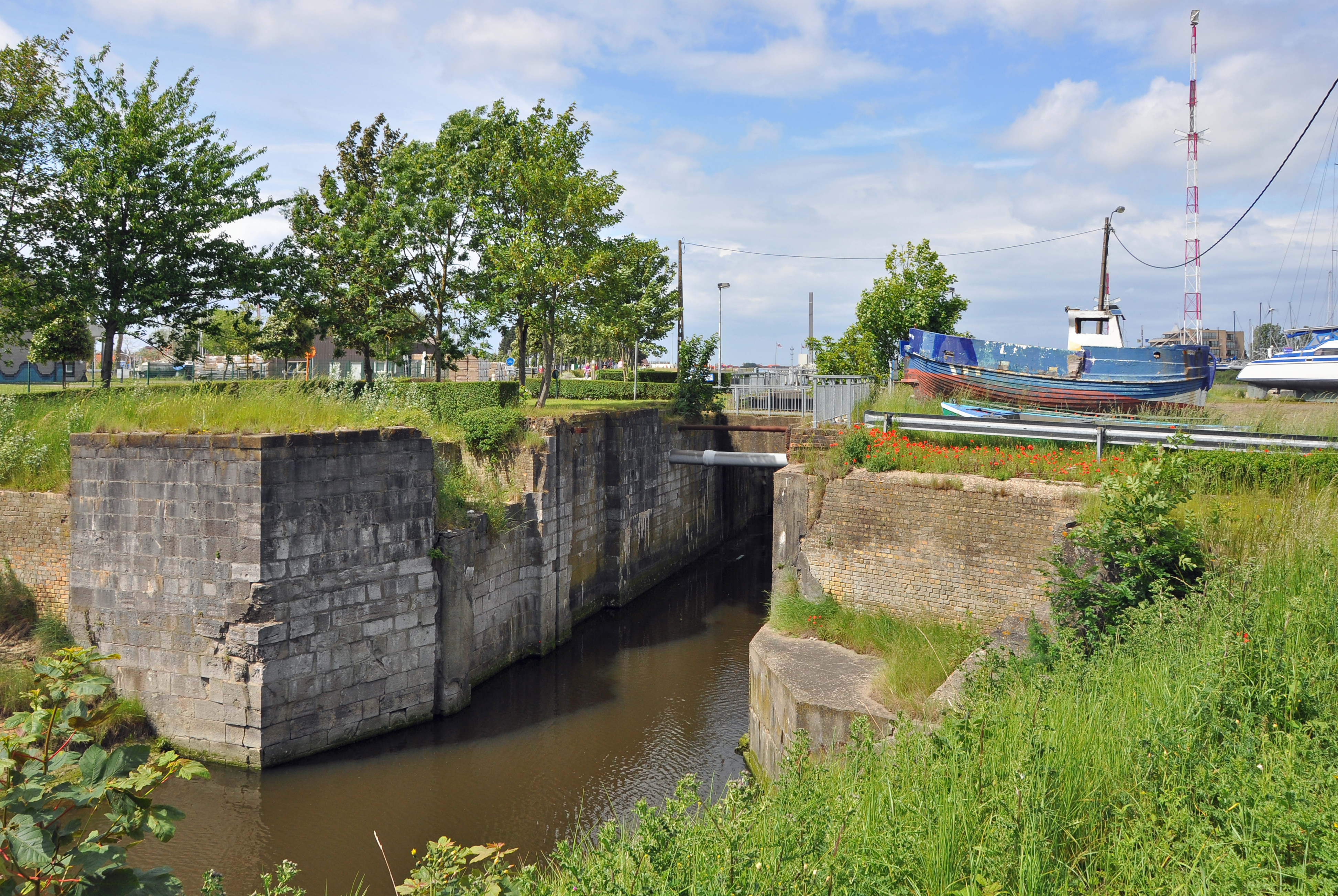
Zicht vanuit de Oude Veurnevaart. Op de linkersasmuur de plaats van het landhoofd van de spoorwegbrug in de deurkast van de ebdeur. De deurkast van de vloeddeur. De sponning tussen ebdeur en vloeddeur.

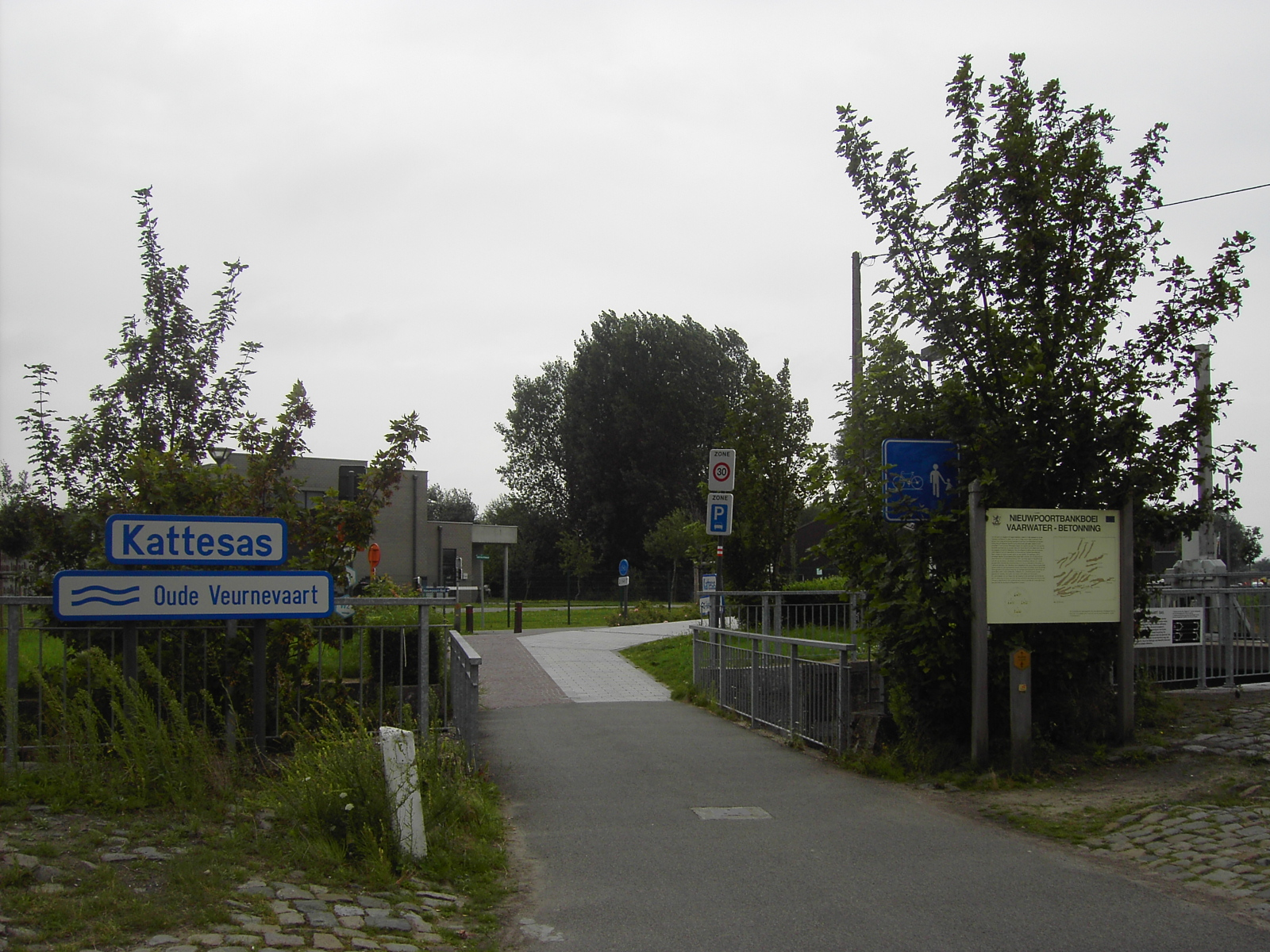
De weg over het Kattesas

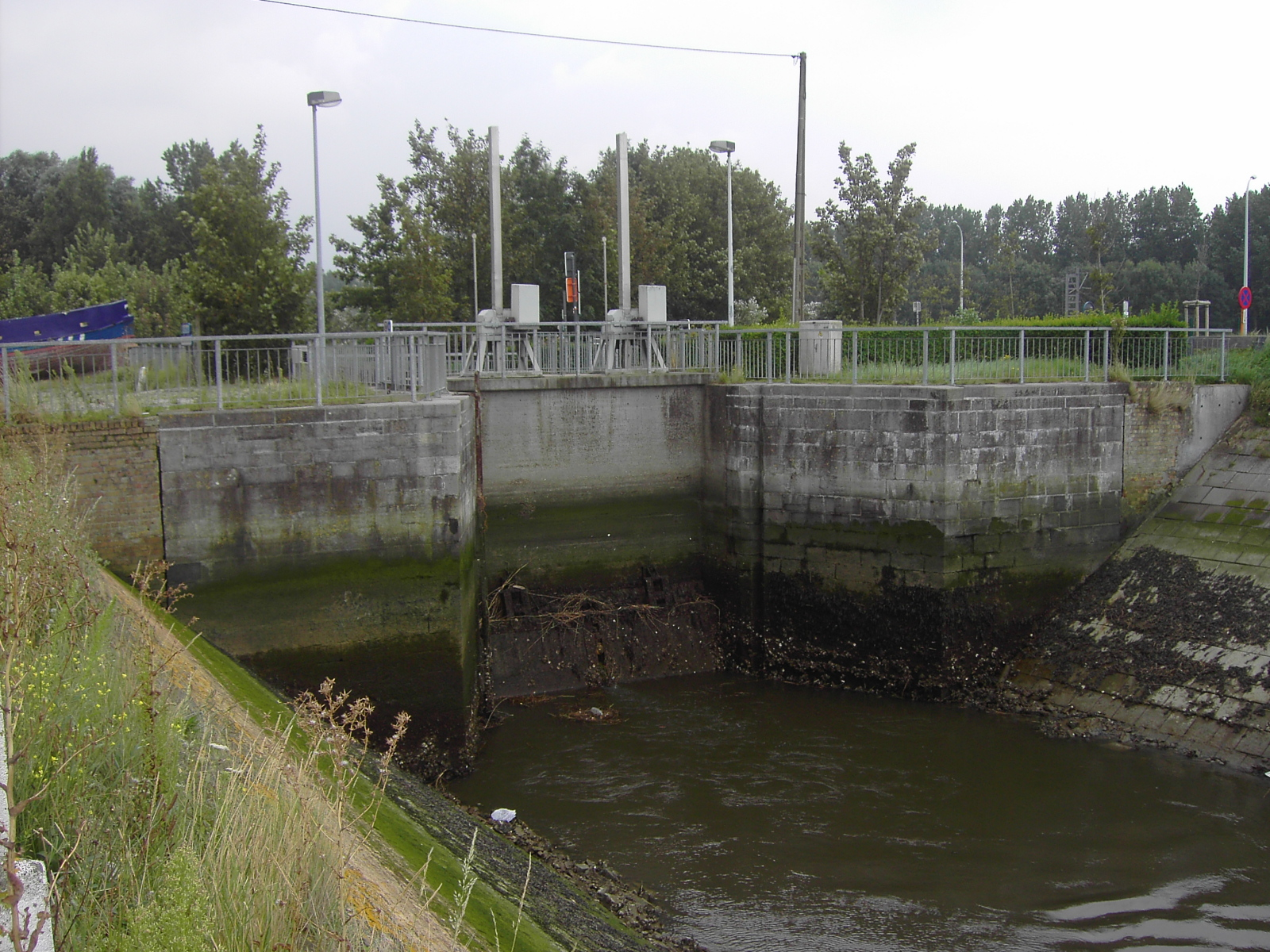
De betonnen muur gezien vanaf de zeekant. Boven op de muur twee tandwielkasten. In de rechtersasmuur een sponning.

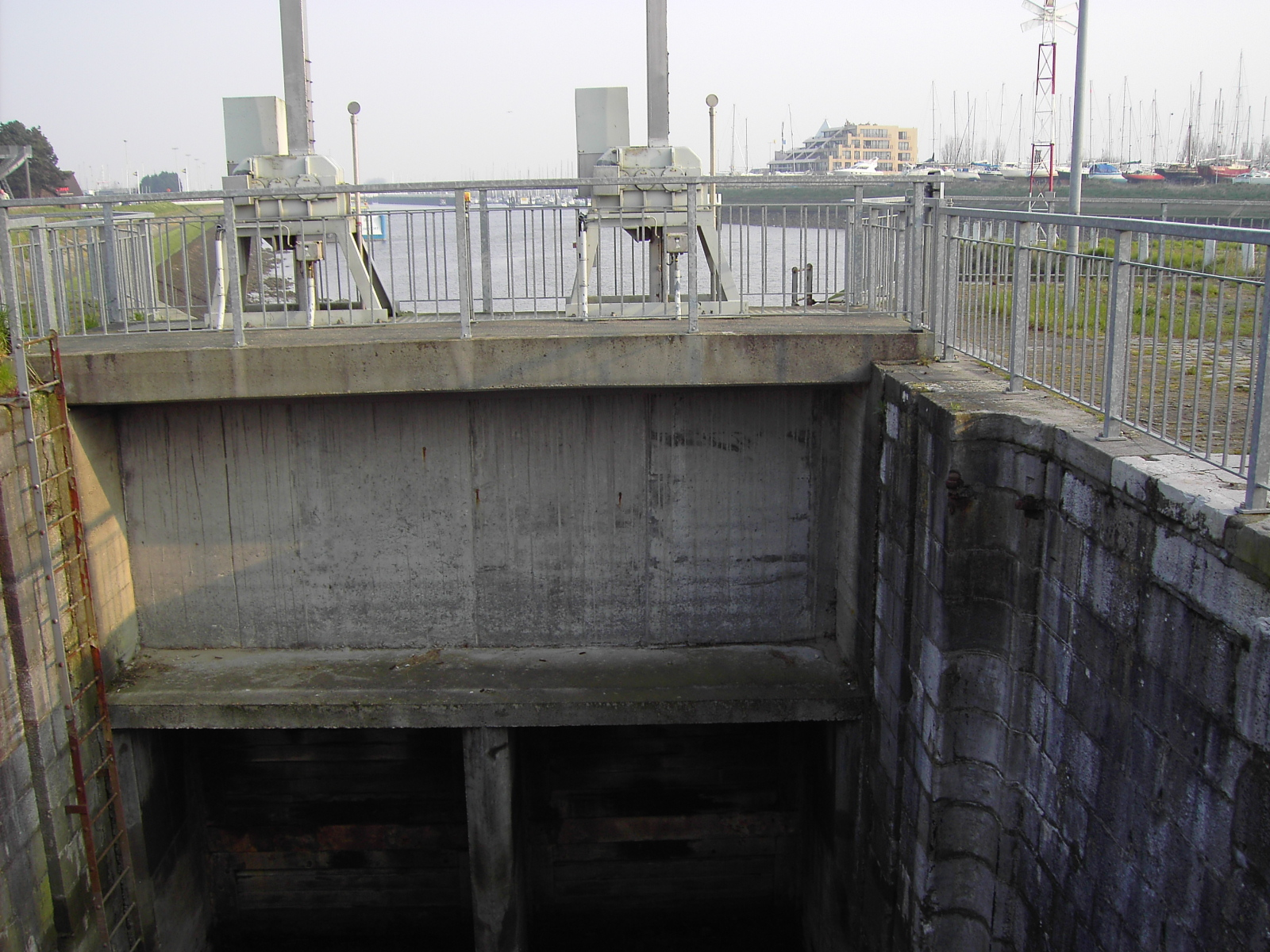
De betonnen muur met onderaan deuren gezien vanaf de landzijde. Boven op de muur twee tandwielkasten. In de rechtersasmuur een sponning en de muurkast voor een ebdeur.

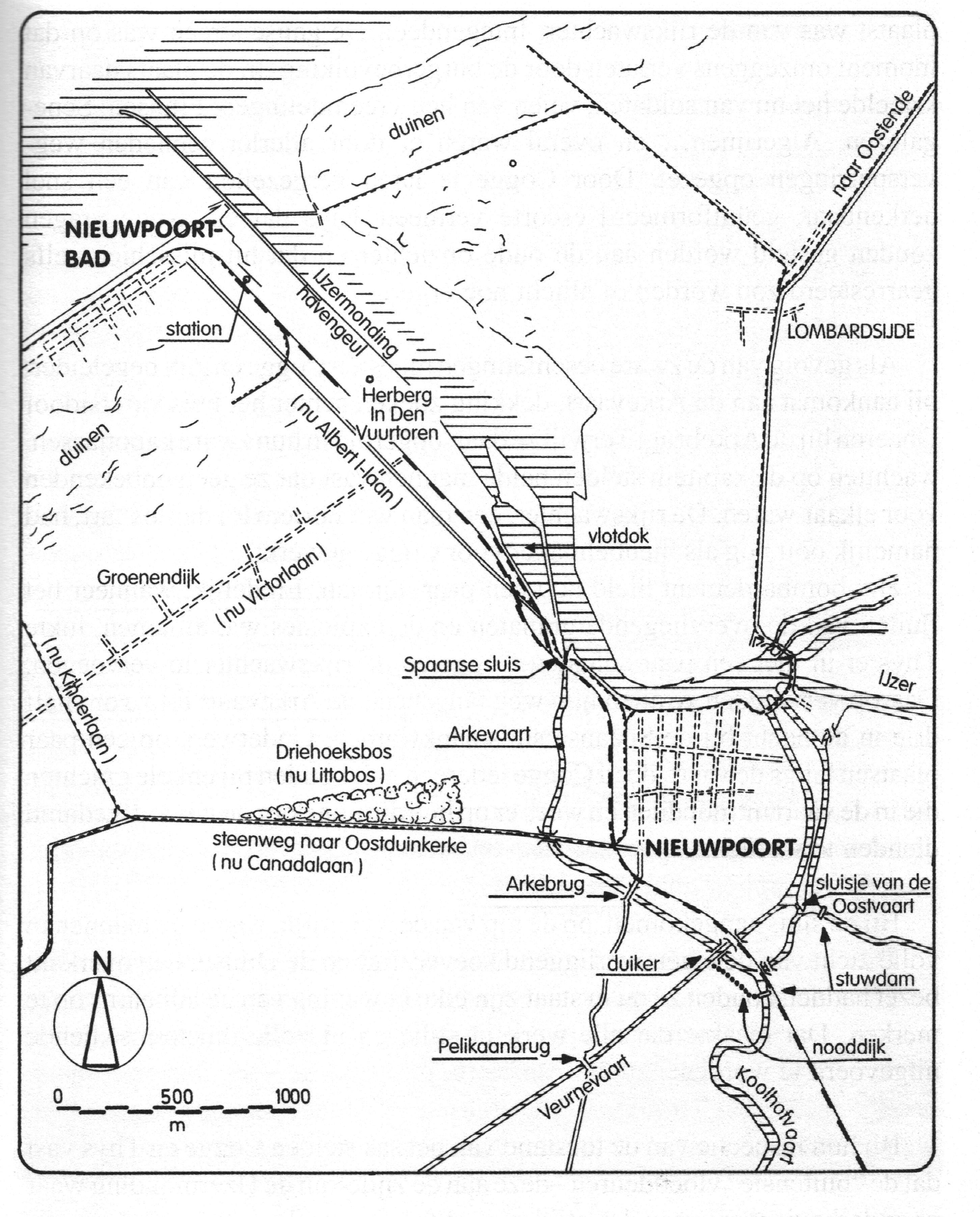
De waterwegen rond Nieuwpoort

Het Kattesas, ook bekend als Oud Veurnesas of Spaanse sas en soms ook Poortersas genoemd, is een sas van 5,60 meter breed. Het ligt ten westen van Nieuwpoort en stamt uit 1773. Tot 1870 verbond het als schutsluis de Veurnevaart met de benedenloop van de IJzer. Na dat jaar doet het alleen nog dienst als uitwateringssluis. De inundatie van de IJzervlakte begon in oktober 1914 aan dit sas. 

## Van ontstaan tot de Eerste Wereldoorlog
Ongeveer op dezelfde plaats als het huidige Kattesas, bevond zich in de dertiende eeuw een sluis, de Westsluis. Die sluis verbond de vaargeul die later Westvaart of Veurnevaart zou worden, met de benedenloop van de IJzer. In de zestiende eeuw was het een getijdesluis met puntdeuren. Het huidige sas, althans de onderbouw, dateert van 1773. Het had geen omloopriolen, enkel rinketten om het waterpeil in de saskamer te regelen. In 1822 werd het verbouwd tot een volwaardige zeesluis.
In 1877 werd de monding van de Veurnevaart verlegd naar haar huidige plaats aan de Ganzepoot. De benedenloop van de Veurnevaart werd de Oude Veurnevaart, ook Arkevaart genoemd. De Oude Veurnevaart werd met een duiker onder de "nieuwe" Veurnevaart verbonden met de Koolhofvaart. Het Kattesas dat niet meer dienst moest doen als scheepvaartsluis werd het Oud Veurnesas. De vloeddeuren werden in gesloten toestand vergrendeld. Voor de constructie van een spoorwegbrug werden de ebdeuren van het bovenhoofd verwijderd en de kop van de sasmuren afgebroken om ze te vervangen door landhoofden. De ebdeuren van het benedenhoofd werden vervangen door steekdeuren, deuren onderaan beplankt en bovenaan open. Er werden nadien nog twee bruggen over het sas gelegd: een wegenbrug en een brug voor de kusttram. Het sas kon alleen nog dienstdoen als uitwateringssluis van de polder ten westen van de stad, de Lenspolder, en het gebied van Nieuwpoort tot Veurne tussen de Veurnevaart en de duinen. De Lenspolder werd ontwaterd door een sloot gekend als de Beek zonder Naam die uitmondt in de Oude Veurnevaart bij de brug in de Albert I laan. Het gebied tussen de Veurnevaart en de duinen werd ontwaterd door het Langeleed. Dat afwateringskanaal ten westen van en evenwijdig aan de Veurnevaart, mondt uit in de Oude Veurnevaart bij de duiker onder de Veurnevaart. Het afgevoerd water van de Beek zonder Naam en het Langeleed kon door het openen van de rinketten in de deuren via het Kattesas rechtstreeks naar de IJzer en de zee stromen. Het kon ook via de duiker onder de Veurnevaart naar de Koolhofvaart stromen. Die duiker had een doorsnede van vijf vierkante meter.
Vergeleken met de sluisconstructies van de jaren 1870, vertoonde het Kattesas enkele ongewone details: de plaats van de buitenste sponningen, sponningen tussen de binnendeuren en de buitendeuren (vloed- en ebdeuren) van het bovenhoofd en het benedenhoofd zodat de buitendeuren elk apart konden drooggezet worden en beide binnendeuren samen eveneens.

## Tijdens de Eerste Wereldoorlog
Op 25 oktober 1914 had het Groot Hoofdkwartier van het Belgisch leger beslist stelling te nemen achter de spoorweg Diksmuide-Nieuwpoort en het deel van de IJzervlakte tussen de spoorweg en de IJzer te inunderen. De aangewezen methode was de Overlaat van Veurne-Ambacht te openen om het zeewater toegang te geven tot de polder. Gevreesd werd echter dat Duitse posten, dicht bij de Ganzepoot, de activiteiten aan de Overlaat van Veurne-Ambacht zouden waarnemen, de Belgische intenties doorzien en dwarsbomen. Daarom werd op voorstel van Karel Cogge beslist de vloeddeuren van het Kattesas open te zetten. 
Het zeewater zou door de Oude Veurnevaart rond de stad stromen, door de (niet meer bestaande) duiker onder de Veurnevaart in de Koolhofvaart, van daar onder de spoorweg om, noord van de spoorweg, de polder onder water zetten. Er moest dan wel eerst een dijk van enkele honderden meters worden opgeworpen tussen de bestaande gesloten afdamming van de Koolhofvaart en de Veunevaart om te beletten dat de polder zuid van de spoorweg onder water kwam. Voorafgaand waren ook de Beek zonder Naam, het Langeleed en alle slootjes en beken die rechtstreeks in de Oude Veurnevaart loosden, afgesloten om te beletten dat het gebied dat ze ontwateren onder water zou komen.
Een klein detachement genietroepen, onder leiding van de kapitein Robert Thys en vergezeld van Karel Cogge kwam in de nacht van 26 op 27 oktober, rond 2 uur toe aan het sas. De vloeddeuren van het sas waren gesloten en vergrendeld met een kettingslot. De kaapstanders waren er nog, maar de heugelstangen die de vloeddeuren verbonden met de kaapstander waren verwijderd. De haken op de sasmuur om de vloeddeuren in open toestand in de muurkassen te vergrendelen waren eveneens verwijderd om te beletten dat zoiets kon gedaan worden met kwade bedoelingen. Karel Cogge die toezichter was bij de Noordwatering Veurne, geen sassenier, was niet op de hoogte van die toestand.
Het detachement slaagde er toch in rond 2.30 uur de vloeddeuren van het Kattesas open te zetten, maar kon ze niet verankeren. Om 3.45 uur vervulden de vloeddeuren hun voorziene rol: ze sloten zich onder druk van het wassende water. De instroom van zeewater stopte. 
In de nacht van 27 op 28 oktober was het detachement weer bij het sas, voorzien van touwen en ander materieel. Tijdens de eb werden de vloeddeuren van het Kattesas weer geopend en stevig verankerd in hun kassen. De losgemaakte vrij draaiende ebdeuren werden bij vloed door het wassende water geopend. Wanneer het tij keerde sloegen ze dicht en het water in de inundatie opgehouden. 
Op 29 oktober was de inundatie nog altijd beperkt tot het gebied tussen Nieuwpoort en de steenweg Ramskapelle-Schoorbakke, de Hemmestraat. Het debiet van het smalle Kattesas en dat van de duiker onder de Veurnevaart met een doorsnede van vijf vierkante meter was immers beperkt. Het Groot Hoofdkwartier besliste na veel aarzelen toch de schuiven van de Overlaat van Veurne-Ambacht te lichten om zeewater te steken in de Noordvaart  en zo de geplande inundatie te realiseren. De daaropvolgende dagen werd de inundatie ook via het Kattesas tweemaal per dag gevoed zonder verdere menselijke tussenkomst.

## Na de Eerste Wereldoorlog
Na de Eerste Wereldoorlog tot op heden werden aan het sas, zoals voorheen zonder veel respect voor het historisch verleden, werken uitgevoerd om de functie als uitwateringssluis te optimaliseren. De spoorwegbrug en de trambrug zijn verwijderd. Alle deuren zijn verwijderd. De vloeddeuren werden vervangen door een muur in beton tussen de deurkassen van de vloeddeur in het benedenhoofd. Onderaan de muur zijn deuren, bediend door twee tandwielkasten boven op de muur.